# 1955 في التلفزيون البريطاني
هذه قائمة بالأحداث المتعلقة التي حدثت بالتلفزيون البريطاني منذ عام 1955.

## الأحداث

### يناير
- كانون الثاني (يناير) - أول عرض مسرحي متلفز باللغة الويلزية، كاب ويل توموس.
- 2 يناير - أنيت ميلز التي استضافت مافن البغل تظهر آخر مرة على شاشة التلفزيون.
- 10 يناير - توفيت أنيت ميلز بنوبة قلبية بعد إجراء عملية جراحية لها. بعد وفاتها، أسقطت خدمة تلفزيون بي بي سي مافن البغل.
- 15 يناير -
  - عرض بيني هيل لأول مرة على خدمة بي بي سي التلفزيونية، وانتقل لاحقًا إلى آي تي في. سيتم احتساب أرقام جمهورها العالمي بالمليارات.
  - تبث البي بي سي الفيلم الوثائقي الرائد عن الطبيعة لهينز سيلمان النجارين من الغابة بصفته نقار الخشب بناءً على طلب ديفيد أتنبورو وتقديم بيتر سكوت؛ يتكرر عدة مرات خلال العام.
- 16 يناير - حصل القذر على مسلسله التلفزيوني الخاص بهاري كوربيت.

### فبراير
- لا أحداث.

### مارس
- لا أحداث.

### أبريل
- لا أحداث.

### مايو
- مايو - كونسورتيوم من أربع شركات البث التلفزيوني المستقلة الأولية يؤسس آي تي إن، والتي ستزود آي تي في بخدماتها الإخبارية عند إطلاقها في سبتمبر.
- 17 مايو - السير أنتوني إيدن يستضيف برنامج انتخابي تلفزيوني رائد لحزب المحافظين، وهو أول بث من نوعه. يعرض البرنامج الذي تبلغ مدته 30 دقيقة وزراء في مواجهة رؤساء تحرير الصحف.[1]

### يونيو
- 29 يونيو - الحياة مع ليون، واحدة من أولى المسلسلات الكوميدية البريطانية الناجحة (على الرغم من بطولة الأمريكي بن ليون)، تم عرضها لأول مرة على خدمة تلفزيون بي بي سي، بعد أن تم بثها سابقًا فقط على الراديو.

### يوليو
- 9 يوليو - ديكسون من دوك جرين يعرض لأول مرة على خدمة تلفزيون بي بي سي.
- 21 يوليو - بي بي سي تدخل محطة الإرسال ديفيس الخاصة بها، وهي أول منشأة دائمة ذات ترددات عالية جداً 405 خط يخدم أيرلندا الشمالية، بمناسبة إطلاق خدمة تلفزيونية لأيرلندا الشمالية؛ 35 يمكن أيضًا استقبال عمليات إرسال كي دبليو بسهولة في معظم أنحاء جمهورية أيرلندا.[2]
- 29 يوليو - عرض هذه حياتك لأول مرة في خدمة تلفزيون بي بي سي.

### أغسطس
- لا أحداث.

### سبتمبر
- 4 سبتمبر - قراء الأخبار يظهرون «في الرؤية» لأول مرة.
- 22 سبتمبر - بدأ التلفزيون التجاري في المملكة المتحدة، مع إطلاق آي تي في في لندن - المرتبطة-إعادة الانتشار في أيام الأسبوع، وشبكة تلفزيون شبكة التلفزيون المرتبطة في عطلات نهاية الأسبوع. تتلقى بقية المملكة المتحدة مناطق آي تي في الخاصة بهم على مدار السنوات السبع القادمة.[3] ليزلي ميتشل هي أول مذيع يتم الاستماع إليه. أول إعلان معروض هو معجون أسنان جيبس إس آر.
- سبتمبر - باربرا ماندل تصبح أول مذيعة أخبار بريطانية، تقدم نشرة ميد داي نيوز على قناة آي تي في.[4]

### أكتوبر
- 10 أكتوبر - بدأت قصر الكسندرا اختبار إرسال خدمة تلفزيونية ملونة مكونة من 405 خطًا.
- 22 أكتوبر - تتمة كواترماس الثاني لتجربة كواترماس لعام 1953، لأول مرة على خدمة تلفزيون بي بي سي. ينتهي في 26 نوفمبر.

### نوفمبر
- لا أحداث.

### ديسمبر
- 25 ديسمبر - بعد بثها على الراديو منذ عام 1932، تم بث رسالة عيد الميلاد الملكية على التلفزيون البريطاني لأول مرة، بالصوت فقط في الساعة 3:00 مساءً. ظهرت أول رسالة مرئية لعيد الميلاد عام 1957.

### مجهول
- فاني كرادوك يسجل الطيار لسلسلة طبخ طويلة الأمد مع بي بي سي.

## قنوات جديدة
| تاريخ     | قناة     |
| --------- | -------- |
| 22 سبتمبر | آي تي في |

## لأول مرة

### خدمة تلفزيون بي بي سي / بي بي سي تي في
- 8 يناير - العودة إلى الكوكب المفقود (1955)
- 15 يناير - عرض بيني هيل (1955-1991)
- 16 يناير - العرض الساخر (1955-1992)
- 16 فبراير - صورة أليسون (1955)
- 16 فبراير - انظر إليها بهذه الطريقة (1955)
- 22 فبراير بينبو والملائكة (1955)
- 5 أبريل - أطفال الغابة الجديدة (1955)
- 16 أبريل - مسرع التوت (1955)
- 21 مايو - عرض تيد راي (1955-1959)
- 28 مايو - تيرمينوس (1955)
- 3 يونيو - ليلة الاستحمام مع برادن (1955)
- 29 يونيو - الحياة مع ليون (1955–1960)
- 3 يوليو - فندق هوليداي (1955)
- 5 يوليو - جوردن أونور (1955–1956)
- 9 يوليو - ديكسون دوك جرين (1955-1976)
- 15 يوليو - موعد مع دراما (1955)
- 29 يوليو - هذه حياتك (1955-1964 ، 1969-2003، 2007)
- 21 أغسطس - الأمير والفقير (1955)
- 10 سبتمبر - كما كنت أقول (1955)
- 14 سبتمبر - ممتاز جدا (1955-1984، 2020 إلى الوقت الحاضر)
- 4 أكتوبر - جريت سكوت، إنه ماينارد (1955-1956)
- 15 أكتوبر - عرض ديف كينج (1955-1957)
- 22 أكتوبر - كواترماس الثاني (1955)
- 30 أكتوبر - سانت ايفيس (1955)
- 10 ديسمبر - مغامرات أنابيل (1955-1956)
- 16 ديسمبر - هنا والآن (1955)
- 22 ديسمبر - فيرا لين سينغز (1955-1959)
- مجهول
  - نظرة (سلسلة التاريخ الطبيعي التي قدمها بيتر سكوت، 1955-1981)
  - كتاب مصور (1955-1973)
  - وودنتوبس (1955-1958)

### آي تي في
- 23 سبتمبر - ركن الستة بنسات (1955–1956)
- 23 أيلول (سبتمبر) - اختر ما تريد (1955-1968 ، 1992-1998)
- 24 سبتمبر - العقيد مارش من سكوتلاند يارد (1955-1956)
- 25 سبتمبر -
  - مغامرات نودي (1955-1956)
  - مغامرات روبن هود (1955-1960)
  - ليلة الأحد في بلاديوم لندن (1955-1967 ، 1973-1974)
- 26 سبتمبر - ضاعف نقودك (1955-1968)
- 28 سبتمبر - مغامرات بيمبيرنيل القرمزي (1955-1956)
- 2 تشرين الأول (أكتوبر) - جوان وليزلي (1955-1958)
- 9 أكتوبر - مسرح رويال (1955–1956)
- 10 أكتوبر - جرانفيل ميلودراما (1955-1956)
- 4 نوفمبر - الحب والقبلات (1955)

## البرامج التلفزيونية المستمرة

### عشرينيات القرن الماضي
- بي بي سي ويمبلدون (1927-1939، 1946-2019، 2021-2024)

### الثلاثينيات
- سباق القوارب (1938-1939، 1946-2019)
- بي بي سي للكريكيت (1939، 1946-1999، 2020-2024)

### الأربعينيات
- تعال للرقص (1949-1998)

### الخمسينيات
- آندي باندي (1950–1970، 2002-2005)
- رجال أصيص الزهور (1952-1958، 2001-2002)
- شاهد مع الأم (1952–1973)
- ذا أبلياردز (1952-1957)
- كل ما يخصك (1952-1961)
- راغ وتاج وبوبتيل (1953-1965)
- الأيام الخوالي (1953-1983)
- بانوراما (1953 حتى الآن)
- فابيان أوف ذا يارد (1954-1956)
- عائلة غروف (1954-1957)
- حديقة الحيوان كويست (1954-1963)

## إنتهت في عام 1955
- مافن البغل (1946-1955، 2005-2006)

## المواليد
- 5 يناير - جيمي مولفيل، ممثل كوميدي ومنتج.
- 6 يناير - روان أتكينسون، الممثل الكوميدي والمثل (مستر بين).
- 17 يناير - غابي رادو، صحفي تلفزيوني (توفي عام 2003).
- 3 فبراير - كيرستي وارك، مقدمة تلفزيونية.
- 8 فبراير - كارول هاريسون، ممثلة وكاتبة.
- 29 مارس - مارينا سرتيس، ممثلة.
- 22 مايو - ديل وينتون، مقدم إذاعي (توفي 2018).
- 7 يونيو - دين سوليفان، ممثل.
- 12 يونيو - بول أوجرادي، مقدم برنامج حواري وممثل كوميدي.
- 14 يونيو - جيليان بيلي، ممثل.
- 14 أغسطس - جيليان تايلفورث، ممثلة.
- 20 سبتمبر - ديفيد هيج، ممثل.
- 18 أكتوبر - تيمي ماليت، مقدم برامج تلفزيونية.
- 9 نوفمبر - كارين دوتريس، ممثلة.
- 22 تشرين الثاني (نوفمبر) - جورج العجيّة، صحفي في بي بي سي ومذيع أخبار.
- 6 ديسمبر - جيف ستلينج، صحفي رياضي ومقدم برامج تلفزيونية.